# 熊天荆
熊天荆（1902年—1985年），又名田耕，江苏青浦人。伍云甫之妻。中华人民共和国女性政府官员。

## 生平
出生于破落官僚家庭。母亲尹翔凤，一个接受新思想的妇女，主张妇女放小脚。那时，她母亲在南京办新学，熊天荆就在母亲办的学校里读书，并参加了南京的学生运动。
熊天荆先后在南京、上海读中学。1923年选入上海市学联。1925年进入上海大学学习。1926年由瞿秋白夫人杨之华介绍加入中国共产党，曾参加上海工人三次武装起义，起义成功后被选为上海市政府委员。1927年四一二事件后，逃往嘉兴农村避难。当年前往莫斯科中山大学留学。1929年年底，她被中共党组织派至海参崴，任煤矿和轻纱业指导员、"五一"俱乐部管理委员会主任。1931年，熊天荆在苏联海参崴生下女儿伍绍云。
1932年10月，熊天荆从苏联返国后参加宋庆龄领导的国民御侮自救会工作，任党团书记。1933年5月20日，由于遭人举报，被逮捕并被判处十年徒刑。在南京老虎桥监狱，熊天荆患肺病大口吐血，仍坚持参加狱内党组织的绝食斗争。1937年8月18日上午，周恩来、叶剑英驱车到首都反省院。周恩来看了花名册后当即要保赵世炎的妻子夏之栩、陈赓的妻子王根英和张琴秋3人出狱。反省院院长说：“张琴秋是顾祝同寄押在这里的战俘，不是‘反省人’，必须经顾批准。”周恩来说“那就换一个吧。”夏之栩提出用熊天荆调换，因为她是病号，不带走就会死在监狱里。反省院院长同意调换。这样熊天荆就被党营救出狱。
是年冬，熊天荆担任八路军驻西安办事处秘书。年底，她和小自己两岁的“八办”处长伍云甫少将结为夫妇。1939年4月在西安生下伍绍祖。1940年2月携带长子回到延安。之后生下的次子伍绍宗患百日咳夭折，女儿胎死腹中。1942年肺病复发在延安中央医院住院15个月。康复后任陕甘宁边区边区政府建设厅合作局局长、边区妇联副主任。1948年春到石家庄任中国解放区救济总会工作合作组组长。1948年秋调北平工作组。1949年1月北平解放后担任内五区区委书记、区工会办事处主任。
中华人民共和国成立后，熊天荆出任中央人民政府内务部（1954年改为中华人民共和国内务部）优抚司司长、办公厅副主任、农村救济司司长，中国盲人聋哑人协会主任等职。1957年9月，中国妇女第3次全国代表大会当选为第三届全国妇联执委。1965年第三届全国人大代表。
1978年2月当选为全国政协第五届常务委员。1978年，担任民政部顾问，民政部党组成员。1979年2月当选中国红十字会副会长。
1982年第六届全国政协常委。

## 子女
- 次女伍绍云。1931年生于苏联海参崴。1940年进入伊万诺沃国际儿童院。1950年经满洲里回国，在哈尔滨工业大学学习。1951年，出国在莫斯科动力学院学习。1957年毕业回国，在电力部门做技术工作。
- 儿子伍绍祖，为国家体育总局原局长。